# Диакритичен знак
Диакритичните знаци (от старогръцки: διακριτικός – „служещи за различаване“) са спомагателни глифове, които се добавят към буква или друг основен глиф, най-често модифицирайки неговото произнасяне, но в много случаи имат и други функции. Те често се използват за означаване на ударение. Диакритичните знаци може да са разположени над или под буквата, както и в друго положение, например във вътрешността на буквата или между две букви.

## Латиница
През многовековното си съществуване латиницата е приемана за използване от много нови езици, някои от които имат фонеми, които не са познати в езиците, използвали преди това тази азбука, поради което биват създадени диакритични знаци и, при необходимост, нови букви.
- седил в ç, първоначално малко z, писано под c (някога е означавало /ts/ в романските езици, сега означава „меко“ звучене на c пред a, o и u, напр. /s/ във френски façade и /θ/ в каталонски Barça); в турски и албански ç означава /t฻/ (ч).

- хачек („ченгелче“ или цевка) в č š ž (използван в някои славянски и в балтийските езици за отбелязване на палатализиран вариант на основната буква), в ǔ (използван в беларуски за отбелязване на съгласна, подобна на английското w).

- тилда в испански: ñ, в португалски: ã и õ, първоначално малко n, писано над буквата (някога използван за отбелязване елизията на n, сега обозначава назалност на основната буква). В естонски õ представя същия звук, който в немски се отбелязва с умлаут ö.

- остро ударение в á é í ó ú, в испански и други езици.

- тежко ударение в à è ì ò ù, във френски, италиански и други езици.

- циркумфлекс в гласните â ê î ô û, във френски, румънски и други езици, както и в съгласните ĉ ĝ ĥ ĵ ŝ в есперанто.

- умлаут в ä ö ü в немски и други езици (променя качеството на гласната). Първоначално този знак е писан като малко e над засегнатата гласна. В съвременния немски се приемат правописни варианти ae, oe и ue.
  - диерезис (визуално изглежда по същия начин, както и умлаутът) в ä ë ï ö ü в няколко езика (означава, че две последователни гласни не образуват дифтонг). В албанския ë предствлява звук, различен от e, близък до българското ъ.

- точка над буквата в ż, в полски и ė в литовски.

- опашчица в ą ę į ų в полски и литовски.

- чертичка над буквата в ā ē ī ō ū в латвийски. В ромаджи, японската латиница, също се използва този диакритичен знак за отбелязване на дълги гласни (вижте също Система на Хепбърн).

- двойно остро ударение в ő ű, в унгарски, представящо удължен вариант на гласните с умлаут ö и ü.

- знак за краткост в ă, в румънски и турски.

- запетая под буквата, използвана в ş и ţ, в румънски (често в шрифтовете се преобразува в седил, което не е оптимално). Използва се също в ķ ļ ņ ŗ в латвийски.

- i без точка (липса на диакритичен знак) в ı, използва се в турски.

Съществуват и други диакритични знаци и други приложения на описаните.